# 유영아
유영아(柳英雅, 1988년 4월 15일~)는 대한민국의 여자 축구 선수로 현재 WK리그 서울시청에서 공격수로 활약하고 있다.

## 구단 경력
2022년, WK리그에서 통산 200경기 출전을 달성하였다.

## 국가대표팀 경력
대한민국 여자 축구 국가대표팀의 베테랑 공격수로 모든 여자 축구 대표팀에 참가했으며, A 대표팀에서는 87경기 32골을 기록했다.

## 선수 기록
- 2015년 2월 1일 기준

### 클럽
| 클럽                     | 시즌 | WK리그 | WK리그 | 전국여자축구선수권대회 | 전국여자축구선수권대회 | 전국체육대회 | 전국체육대회 | 통산 | 통산 |
| 클럽                     | 시즌 | 출장   | 득점   | 출장                   | 득점                   | 출장         | 득점         | 출장 | 득점 |
| ------------------------ | ---- | ------ | ------ | ---------------------- | ---------------------- | ------------ | ------------ | ---- | ---- |
| 보은 상무                | 2009 | 14     | 7      | -                      | -                      | 2            | 1            | 16   | 8    |
| 보은 상무                | 2010 | 17     | 9      | 3                      | 1                      | 3            | 1            | 23   | 11   |
| 보은 상무                | 2011 | 16     | 7      | 2                      | 0                      | 2            | 0            | 20   | 8    |
| 보은 상무                | 2012 | 20     | 10     | 2                      | 0                      | 2            | 1            | 24   | 11   |
| 보은 상무                | 2013 | 21     | 5      | 3                      | 0                      | 2            | 1            | 26   | 6    |
| 인천 현대제철 레드엔젤스 | 2014 | 23     | 10     | 4                      | 3                      | 3            | 1            | 30   | 13   |
| 인천 현대제철 레드엔젤스 | 2015 | 21     | 5      |                        |                        |              |              |      |      |
| 인천 현대제철 레드엔젤스 | 2016 | 21     | 5      |                        |                        |              |              |      |      |
| 통산                     | 통산 | 111    | 48     | 14                     | 4                      | 14           | 5            | 139  | 57   |

### 국가대표팀
- 2005년 AFC U-17 여자 챔피언십 국가대표
- 2007년 AFC U-19 여자 챔피언십 국가대표
- 2010년 동아시아 여자 축구 선수권 대회 국가대표
- 2010년 AFC 여자 아시안컵 국가대표
- 2010년 피스퀸컵 국가대표
- 2010년 아시안 게임 여자 축구 국가대표
- 2011년 키프로스컵 국가대표
- 2013년 EAFF 여자 동아시안컵 국가대표
- 2014년 키프로스컵 국가대표
- 2014년 AFC 여자 아시안컵 국가대표
- 2014년 아시안 게임 여자 축구 국가대표
- 2015년 키프로스컵 국가대표
- 2015년 FIFA 여자 월드컵 국가대표

## 국가대표팀 득점 기록
- 2015년 7월 1일 기준
- 득점과 결과 리스트는 대한민국 여자 축구 국가대표팀의 득점을 먼저 기록

| #  | 일시             | 장소                 | 상대 국가              | 득점 | 결과 | 경기 형식                                  |
| -- | ---------------- | -------------------- | ---------------------- | ---- | ---- | ------------------------------------------ |
| 1  | 2007년 2월 17일  | 대한민국, 마산시     | 인도                   | 3-0  | 5-0  | 2008년 하계 올림픽 지역 예선               |
| 2  | 2008년 3월 26일  | 태국, 나콘랏차시마   | 말레이시아             | 2-0  | 14-0 | 2008년 AFC 여자 아시안컵 예선              |
| 3  | 2008년 3월 26일  | 태국, 나콘랏차시마   | 말레이시아             | 8-0  | 14-0 | 2008년 AFC 여자 아시안컵 예선              |
| 4  | 2009년 8월 24일  | 대만, 타이난시       | 괌                     | 2-0  | 9-0  | 2010년 동아시아 여자 축구 선수권 대회 예선 |
| 5  | 2009년 8월 24일  | 대만, 타이난시       | 괌                     | 8-0  | 9-0  | 2010년 동아시아 여자 축구 선수권 대회 예선 |
| 6  | 2009년 8월 28일  | 대만, 타이난시       | 홍콩                   | 1-0  | 7-0  | 2010년 동아시아 여자 축구 선수권 대회 예선 |
| 7  | 2009년 8월 30일  | 대만, 타이난시       | 중화 타이베이          | 2-0  | 6-0  | 2010년 동아시아 여자 축구 선수권 대회 예선 |
| 8  | 2010년 2월 7일   | 일본, 도쿄도         | 중화 타이베이          | 4-0  | 4-0  | 2010년 동아시아 여자 축구 선수권 대회      |
| 9  | 2010년 2월 13일  | 일본, 도쿄도         | 일본                   | 1-2  | 1-2  | 2010년 동아시아 여자 축구 선수권 대회      |
| 10 | 2010년 5월 23일  | 중국, 청두시         | 베트남                 | 1-0  | 5-0  | 2010년 AFC 여자 아시안컵                   |
| 11 | 2010년 5월 23일  | 중국, 청두시         | 베트남                 | 2-0  | 5-0  | 2010년 AFC 여자 아시안컵                   |
| 12 | 2010년 5월 23일  | 중국, 청두시         | 베트남                 | 5-0  | 5-0  | 2010년 AFC 여자 아시안컵                   |
| 13 | 2010년 11월 16일 | 중국, 광저우시       | 요르단                 | 4-0  | 5-0  | 2010년 아시안 게임                         |
| 14 | 2010년 11월 20일 | 중국, 광저우시       | 조선민주주의인민공화국 | 1-1  | 1-3  | 2010년 아시안 게임                         |
| 15 | 2011년 9월 8일   | 중국, 지난시         | 태국                   | 2-0  | 3-0  | 2012년 하계 올림픽 지역 예선               |
| 16 | 2014년 3월 10일  | 키프로스, 파랄림니   | 뉴질랜드               | 2-0  | 4-0  | 2014년 키프로스컵                          |
| 17 | 2014년 3월 12일  | 키프로스, 파랄림니   | 스코틀랜드             | 1-0  | 1-1  | 2014년 키프로스컵                          |
| 18 | 2014년 5월 25일  | 베트남, 호찌민 시    | 중국                   | 1-1  | 1-2  | 2014년 AFC 여자 아시안컵                   |
| 19 | 2014년 9월 14일  | 대한민국, 인천광역시 | 태국                   | 3-0  | 5-0  | 2014년 아시안 게임                         |
| 20 | 2014년 9월 17일  | 대한민국, 인천광역시 | 인도                   | 2-0  | 10-0 | 2014년 아시안 게임                         |
| 21 | 2014년 9월 17일  | 대한민국, 인천광역시 | 인도                   | 5-0  | 10-0 | 2014년 아시안 게임                         |
| 22 | 2014년 9월 17일  | 대한민국, 인천광역시 | 인도                   | 8-0  | 10-0 | 2014년 아시안 게임                         |
| 23 | 2014년 9월 17일  | 대한민국, 인천광역시 | 인도                   | 9-0  | 10-0 | 2014년 아시안 게임                         |
| 24 | 2014년 9월 21일  | 대한민국, 인천광역시 | 몰디브                 | 9-0  | 13-0 | 2014년 아시안 게임                         |
| 25 | 2014년 9월 21일  | 대한민국, 인천광역시 | 몰디브                 | 11-0 | 13-0 | 2014년 아시안 게임                         |
| 26 | 2014년 11월 12일 | 대만, 신주시         | 괌                     | 2-0  | 15-0 | 2015년 EAFF 여자 동아시안컵 예선           |
| 27 | 2015년 1월 13일  | 중국, 선전시         | 중국                   | 1-2  | 3-2  | 친선경기                                   |
| 28 | 2015년 3월 11일  | 키프로스, 파랄림니   | 벨기에                 | 1-1  | 1-1  | 2015년 키프로스컵                          |

## 수상 경력

### 클럽

#### 인천 레드엔젤스
- WK리그 우승 3회: 2016
- 전국체육대회 우승 1회: 2014
- 전국여자축구선수권대회 우승 2회: 2016

#### 구미 스포츠토토
- 전국여자축구선수권대회 우승 1회: 2017

### 국가대표팀
- 2005년 AFC U-17 여자 챔피언십 4위
- 2007년 AFC U-19 여자 챔피언십 4위
- 2010년 피스퀸컵 우승
- 2010년 아시안 게임 여자 축구 동메달
- 2014년 AFC 여자 아시안컵 4위
- 2014년 아시안 게임 여자 축구 동메달

### 개인
- 2009년 WK리그 올스타전 출전
- 2011년 WK리그 올스타전 출전
- 2012년 WK리그 올스타전 출전
- 2013년 WK리그 올스타전 출전